# Cangallo (província)
Cangallo é uma província do Peru localizada na região de Ayacucho. Sua capital é a cidade de Cangallo.

## Distritos da província
- Cangallo
- Chuschi
- Los Morochucos
- Maria Parado de Bellido
- Paras
- Totos